# Арнуеро
Арнуеро (ісп. Arnuero) — муніципалітет в Іспанії, у складі автономної спільноти Кантабрія. Населення — 2122 осіб (2009).
Муніципалітет розташований на відстані близько 340 км на північ від Мадрида, 19 км на схід від Сантандера.
На території муніципалітету розташовані такі населені пункти: Арнуеро (адміністративний центр), Кастильйо-Сьєте-Вільяс, Ісла, Соано.

## Демографія
Динаміка населення (INE ):

## Галерея зображень

Розташування муніципалітету
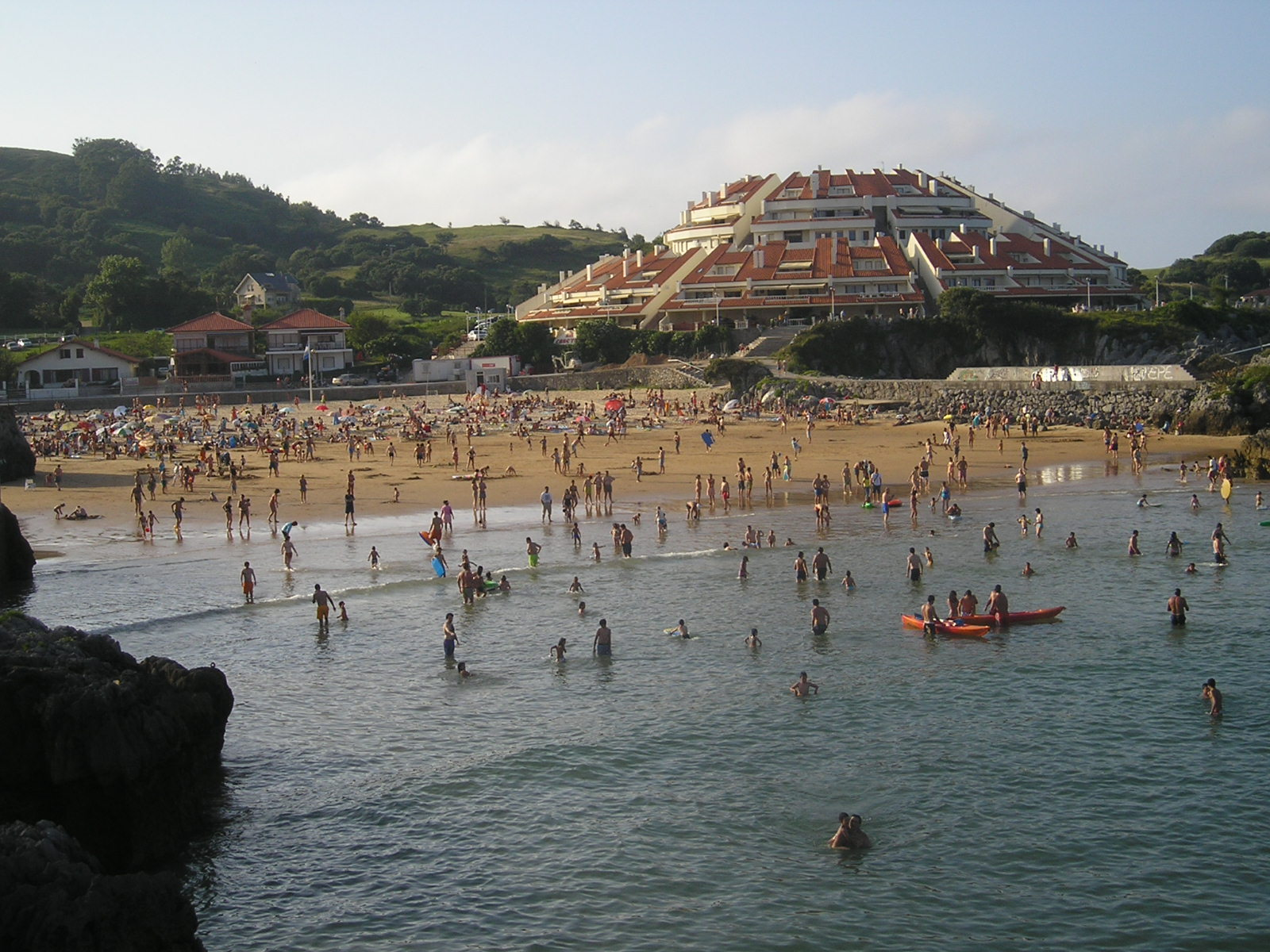
Ісла